# Ely (Nevada)
Ely is een plaats (city) in de Amerikaanse staat Nevada, en valt bestuurlijk gezien onder White Pine County.

## Demografie
Bij de volkstelling in 2000 werd het aantal inwoners vastgesteld op 4041. In 2006 is het aantal inwoners door het United States Census Bureau geschat op 3989, een daling van 52 (-1,3%).

## Geografie
Volgens het United States Census Bureau beslaat de plaats een oppervlakte van 18,5 km². Ely  heeft geen oppervlaktewater.

## Plaatsen in de nabije omgeving
De onderstaande figuur toont nabijgelegen plaatsen in een straal van 164 km rond Ely.